# 外向性と内向性

内向性と外向性を区別する行動的・心理的特性は、一般的に連続体に沿っていると考えられている。

外向性と内向性（がいこうせいとないこうせい、英: extraversion and introversion）という特性は、人間の性格理論の中で中心的な次元である。内向性と外向性という用語はカール・ユングによって心理学に導入されたが、一般的な理解や現在の心理学的な用法は異なる。外向性は、社交的で話好きで活発な行動に現れる傾向があり、内向性は、より内省的で控えめな行動に現れる傾向がある。ユングは内向性を「主観的な心的内容を通じて人生に向き合う姿勢タイプ」と定義し、外向性を「外的な対象に興味を集中させる姿勢タイプ」と定義した。
外向性と内向性は、一般的には一つの連続体として見られており、一方が高ければもう一方が低くなる必要がある。ユングは異なる視点を提供し、すべての人には外向的な側と内向的な側があり、どちらか一方がもう一方よりも優位であると示唆している。ほぼすべての包括的な性格モデルは、さまざまな形でこれらの概念を含んでいる。例えば、ビッグファイブモデル、ユングの分析心理学、ハンス・アイゼンクの三因子モデル、レイモンド・キャッテルの16の性格因子、ミネソタ多面人格目録、マイヤーズ・ブリッグス・タイプ指標などである。

## 歴史
1909年9月、スイスの精神科医カール・ユングは、クラーク大学での講演で内向的という用語を使った。この講演の録音は、1910年に雑誌に他の2つとともに掲載されたが、これが初めて用語が印刷物に登場したときである。講演の中で彼は、「内向的な」愛について言及し、「主体に向けられ、そこで想像力の活動が増加する」と述べている。

彼の1921年の著書『心理学タイプ』（『Psychologische Typen』）は、1923年に英語で『パーソナリティ・タイプ』として出版された。この本では、初めて詳細に「内向的な」タイプを説明している。彼の後の論文『心理学的類型論』では、内向的なタイプについてより簡潔な定義を与えており、次のように書いている。
彼は外部の出来事から距離を置き、それに参加をしない。多くの人々の中にいるとすぐに社会を嫌うようになる。大勢の人が集まると、彼は孤独で迷子になる気分になる。人が多ければ多いほど、彼の抵抗感は強くなる。彼はまったく「場になじんでいない」し、熱狂的な集まりを好むわけでもない。彼は人と打ち解けるのが苦手である。彼がすることは、自分のやり方でやり、外部からの影響に対してはバリケードを張る。彼はぎこちなく見えることが多く、しばしば抑制されているように見える。そして、しばしば、ある種の無愛想さや陰気な近寄りがたさ、または不適切な言動によって、知らず知らずのうちに人々に不快感を与えてしまうことがある…
彼にとっては、自分自身と対話することは楽しいことである。彼自身の世界は安全な港であり、丹念に手入れされた囲われた庭であり、一般の人々から閉ざされており、好奇心旺盛な目から隠されている。彼自身の仲間が最高である。彼は自分の世界で自分らしくいられるし、そこで起こる変化は自分自身によってしかもたらされない。彼の最高の仕事は、自分自身の持ちうるものを使って、自分自身の主導で、自分自身のやり方で行われる…
群衆や多数派の意見や世論や大衆的な熱狂は決して彼を何かに納得させることはなく、むしろ彼をさらに殻に閉じこもらせるだけである。

他人との関係が温かくなるのは、安全が保証されており、防御的な不信感を捨て去れるときだけである。しかし、あまりにもしばしばそうできないため、友人や知人の数は非常に限られている。

## 多様性
ウィリアム・マクドゥーガルはユングの概念について議論し、次のような結論に達した。「内向的な人とは、反省的な思考が行動や表現を抑制し、延期する人である。外向的な人とは、どんな傾向が刺激されても、解放されたエネルギーが外向的な行動や表現に自由に流れ出る人である」。

### 外向性
外向性は、外界の自分に対して第一に満足感を得る状態のことである。外向型の人は、人間同士の相互作用を楽しみ、あることに熱狂的かつ、おしゃべりであり、はっきりと主張しつつ、また他人と群れることの多い傾向がある。外向性の人は、他の人々の周囲にいることで精力的に活動し、繁栄する。またそれらの人々は、大きな社会的集団ー例えば、パーティー、を付き物とし、地域社会の活動、公共のデモ活動、およびビジネス・社会的な集団などであるーを付き物とすることに対して満足を得る。また、それらの人々はグループで作業する傾向もみられる。外向型の人は、人々と過ごした時間を楽しむ場合を有り得、一人で時間を過ごした際の報酬は少なくなってくる。そのような人々は、他の人の周りにいるときに活気づけられる傾向がある。彼ら自身のみが居る場合、退屈しがちな傾向がある。

### 内向性

内向性は、人見知りや社会不安障害とは異なる性格特性である

内向性とは、主に自分自身の精神的な生活から満足感を得る状態である。内向的な人は、一般的には控えめで内省的な人と見なされることが多い。一部の有名な心理学者は、内向的な人は、反省を通じてエネルギーが増え、対人関係の中でエネルギーが減少する傾向がある人だと特徴づけている。これはユングの見解に似ているが、彼は身体的なエネルギーではなく精神的なエネルギーに焦点を当てていた。現代の概念のほとんどはこの区別をしていない。内向的な人は、読書や執筆、瞑想などの孤独な活動に喜びを感じることが多い。また、一人で過ごす時間を楽しんだり、大勢の人と過ごす時間にあまり報酬を感じなかったりする可能性が高い。そして、社交や交流から来る刺激によって簡単に圧倒されることがあり、内向性は静かで刺激の少ない外部環境を好むという観点から定義されることもある。彼らは一度に一つの活動に集中することを好み、参加する前に状況を観察することを好む。これは特に発達中の子供や思春期に見られる傾向である。彼らは話す前に分析的であることが多い。
内向性を人見知りと間違えることはよくある誤りである。内向性は好みであり、恥ずかしがり屋は苦痛に由来する。内向的な人は社交的な活動よりも孤独な活動を好むが、恥ずかしがり屋のように社会的な出会いを必ずしも恐れているわけではない。『内向型人間の時代: 社会を変える静かな人の力』という本の著者であるスーザン・ケインは、現代の西洋文化は内向的な人の能力を誤って判断しており、才能やエネルギー、幸福が無駄になっていると主張している。ケインは、社会が内向的な人に偏見を持っており、人々が子供の頃から社交的であれば幸せになれると教えられているため、内向性は「失望と病理の間のどこか」と見なされていると述べている。それに対して、ケインは内向性は「二流」の特性ではなく、内向的な人も外向的な人も社会を豊かにすると言っており、例として内向的な人にはJ・K・ローリング、アヴィーチー、アイザック・ニュートン、アルベルト・アインシュタイン、マハトマ・ガンディー、ドクター・スース、ウィリアム・バトラー・イェイツ、スティーヴン・スピルバーグ、ラリー・ペイジなどがいると紹介している。

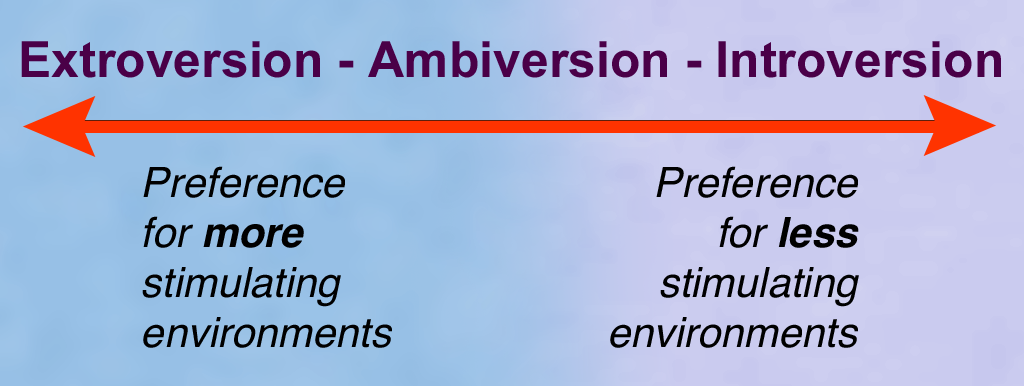
『内向型人間の時代: 社会を変える静かな人の力』という本の著者であるスーザン・ケインは、内向性と外向性を、異なるレベルの刺激に対する好みという観点から定義し、人見知り（社会的判断や屈辱を恐れること）とは区別している

### 両向性
現代のほとんどの特性論は、外向性-内向性のレベルを、個性の一つの連続した次元の一部として測定している。この次元では、あるスコアは一方の端に近く、他のスコアは中間点に近い。両向性とは、中間点の前後にあることを意味する。

### ファセット
外向性のビッグファイブにおけるファセットは次のようになっている。
| 低い値の人の記述                               | 低い値の人の記述 |              | 高い値の人の記述 | 高い値の人の記述                                                         |
| 説明                                           | 言葉             | ファセット   | 言葉             | 説明                                                                     |
| ---------------------------------------------- | ---------------- | ------------ | ---------------- | ------------------------------------------------------------------------ |
| ゆったりしたペースの生活が好き。               | のんびり         | 活発度       | 精力的           | スケジュールに予定が多く埋まっていて忙しい状態を好む。                   |
| 特にグループの中では、話すより聞くほうが好き。 | 控えめ           | 自己主張     | 強い自己主張     | 意見をはっきり述べ、場を支配する。グループを先導することに満足を覚える。 |
| いつも真面目で、冗談をあまり言わない。         | 険しい           | 明朗性       | 陽気             | 楽しい人で、その楽しさを人と分かち合う。                                 |
| 静かで、穏やかで、安全なことを好む。           | 平穏を求める     | 刺激希求性   | 刺激を求める     | リスクを負うことに興奮を覚え、いろいろ起こらないと退屈に感じる。         |
| 内向的で、人と打ち解けない。                   | 遠慮がち         | 親しみやすさ | 外向性           | すぐに友達ができ、人といると満足する。                                   |
| 自分に時間を使いたいと強く思う。               | 独立心が強い     | 社交性       | 付き合い上手     | 人と一緒にいることを楽しむ。                                             |

### 相対的な存在率
ケインはアメリカ人口の33～50％が内向的であるという研究を報告している。特定の人口統計では、より高い割合が見られ、MBTIに基づく6,000人の被験者を対象とした調査では、弁護士の60％、知的財産権の弁護士の90％が内向的であることが示されている。

## 測定
外向性と内向性の程度は、自己申告測定法によって最も一般的に評価されるが、同僚の報告や第三者の観察も使われることがある。自己申告測定法は、語彙的なものと陳述式のものに基づくもののどちらかである。測定法の種類は、計量心理学的な特性の評価と、行われている研究の時間的・空間的な制約によって決まる。

### 語彙的測定法
語彙的測定法は、外向性と内向性の特性を反映する個々の形容詞を用いる。例えば、社交的、おしゃべり、控えめ、静かなどである。内向性を表す言葉は、逆コード化されて、連続体に沿って外向性-内向性の複合測定法を作る。ゴールドバーグ（1992年）は、彼の100語のビッグファイブマーカーの一部として20語の測定法を開発した。ソーシエ（1994年）は、彼の40語のミニマーカーの一部としてより簡潔な8語の測定法を開発した。しかし、ソーシエの元々のミニマーカーの心理測定的特性は、北米以外の標本では最適でないことがわかった。その結果、より良い心理測定的特性を持つように体系的に改訂された測定法が開発された。それが国際英語ミニマーカーである。国際英語ミニマーカーは、内部一貫信頼性や他の妥当性が高く、外向性-内向性や他の五因子人格次元を評価するために有効である。特にアメリカ以外の人口ではそうである。母語話者に対する外向性測定法の内部一貫性信頼性はクロンバックのアルファ係数（α）は0.92と報告されており、非母語話者に対してはαが0.85である。

### 陳述式測定法
文の数が多く、研究のための資源を多く消費するのが、陳述式測定法である。回答者は、例えば「パーティーでたくさんの人と話す」や「他人の周りで不快に感じることがよくある」といった文に対して、自分がどの程度当てはまるかを尋ねられる。陳述式測定法は、北米の人口においては語彙的測定法と同様に受け入れられる心理測定学的特性を持っているが、一般的にエミックな開発をしているため、他の人口で使うには適していない。例えば、パーティーでのおしゃべりについて尋ねる文は、アメリカ人がすると想定されているパーティーに参加しない人にとっては、意味のある答えをするのが難しい。さらに、文の中に使われる時々口語的な北米の言葉は、アメリカ以外で使うには適していない。例えば、「Keep in the background」や「Know how to captivate people」という文は、母語話者でない英語話者にとっては、文字通りの意味以外では理解しにくいことがある。

### アイゼンクの理論
心理学者のハンス・アイゼンクは個々人の「外向性・内向性」の等級を、いかに他人に対して社交的あるいは相互作用的であるかと定義づけた。こういった振る舞いの違いは、脳の生理機能の根本的な違いの結果とされている。彼は皮質における抑制と、脳幹の通り道における上行性網状活性化システム(ARAS)に由来する刺激とを結びつけて論じた。外向者は、その人たちの覚醒差を高めるために興奮と社会的な活動を努力して捜し求めるタイプである一方、内向者は、こういう覚醒を最小限にとどめようと、先述したような事柄を避けることに努力する傾向がある。アイゼンクは外向性のことを、「精神病傾向」や「神経質傾向」などの特色を含んでいる、彼が発明したP-E-Nモデルのパーソナリティー特性の一部分であると明示した。
また彼は独自に、外向性というものは「一時的な感情の駆られやすさ」と「社交性」といった性癖が合わさったものであるとも暗示しており、後に、彼は活発さ、活動のレベル、興奮性といった複数の特性をも加えて説明している。これらの特性は、週末にパーティーへ行くという感じの習慣的な反応以上に目立つ、本人のパーソナリティー階層にいっそう関係するものとしている。

アイゼンクは、外向性を古代の医学の四大気質における「癇癪持ち」と「多血質(血色がよくて元気はつらつであるさま)」の特性、内向性を「冷静」と「憂鬱」の特性と同等にみなしている。

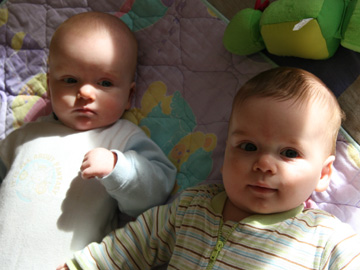
双生児研究により、外向性-内向性には遺伝的要素があることが示された

### 生物学的要因
外向性のレベルを決定する要因としての生まれか育ちかの相対的な重要性は議論の的であり、多くの研究の焦点となっている。双生児研究では、遺伝的な成分が39%から58%であることがわかっている。環境的な成分に関しては、共有された家庭環境は、兄弟間で共有されない個人的な環境要因よりもはるかに重要性が低いようである。
アイゼンクは、外向性は大脳皮質の覚醒度の変動によって引き起こされると提唱した。彼は、内向的な人は外向的な人よりも活動レベルが高く、したがって慢性的に外向的な人よりも大脳皮質の覚醒度が高いという特徴を持つと仮説を立てた。外向的な人が内向的な人よりも外部刺激を多く必要とするということは、この仮説の証拠として解釈されてきた。"刺激"仮説の他の根拠としては、内向的な人は外向的な人よりもレモン汁の一滴に対して唾液分泌量が多いということがある。これは、食べ物や社会的接触などの刺激に反応するARAS（上昇性網様体活性化系）での活動度が高まるためである。
外向性は、報酬刺激に対する中脳辺縁系経路の感受性が高いことと関連している。これは部分的に、外向的な人に見られるポジティブな情動のレベルが高いことを説明しており、彼らは潜在的な報酬に対する興奮をより強く感じるからである。これにより、外向的な人はポジティブな強化の条件付けをより容易に学ぶことができるという結果が生じる。報酬自体がより大きく経験されるからである。
ある研究では、内向的な人は脳の前頭葉や前部または前方の視床、すなわち計画や問題解決などの内的処理に関係する領域に血流が多いことがわかった。外向的な人は、感覚や感情の経験に関係する前帯状回、側頭葉、後部視床に血流が多い。この研究や他の研究から、内向性-外向性は脳機能の個人差と関係していることが示されている。地域別の脳容積に関する研究では、内向性と右前頭前野や右側頭頭頂接合部の灰白質容積との間に正の相関が見られた。また、内向性と全白質容積との間にも正の相関が見られた。課題関連の脳機能イメージングは、外向性が前帯状回、前頭前野、中側頭回、扁桃体での活動増加と関連していることを示している。
また、外向性はサージェンシーとの関連から、呼吸などの生理的な要因とも関連性があるとされている。

## 行動
外向的な人と内向的な人は、行動特性にさまざまな違いがあるとされている。ある研究によると、外向的な人は装飾的な服を着る傾向があり、内向的な人は実用的で快適な服を好む。外向的な人は内向的な人よりも明るく、伝統的でエネルギッシュな音楽を好む可能性が高い。性格は仕事場の整理方法にも影響する。一般的に、外向的な人はオフィスをより飾り付けたり、ドアを開けたままにしたり、余分な椅子を近くに置いたり、机の上にキャンディの皿を置いたりする。これらは同僚を招待したり、交流を促したりする試みである。対照的に、内向的な人は飾り付けを少なくしたり、仕事場を社会的な交流を阻害するように整理したりする傾向がある。
これらの違いにもかかわらず、15件の経験サンプリング研究のメタ分析では、外向的な人と内向的な人の行動にはかなりの重複があることが示唆されている。これらの研究では、参加者は携帯端末を使って、日常生活の中で何度も外向的（例えば、大胆でおしゃべりで自己主張が強くて社交的）に行動しているかどうかを報告した。フリーソンとギャラガー（2009年）は、外向的な人は定期的に内向的な方法で行動し、内向的な人は定期的に外向的な方法で行動することを発見した。実際、外向的な行動における個人内変動性は個人間変動性よりも大きかった。外向的な人と内向的な人を区別する主要な特徴は、外向的な人は内向的な人よりも5～10％ほど頻繁に中程度の外向性を示す傾向があるということである。この観点から見れば、外向的な人と内向的な人は「根本的に異なる」わけではない。むしろ、「外向型」とは、より頻繁に外向型に行動する人であり、外向性とは自分が「持っている」ものではなく、「行動している」ものであることを示唆している。
リッパ（1978年）は、個人が自分自身を異なる方法で表現する程度についての証拠を見つけたという研究を行った。これは表現的行動と呼ばれ、個人の動機やその行動を制御する能力に依存している。リッパ（1978年）は、数学の授業をするふりをしてロールプレイをするように求められた68人の学生を調査した。学生の外向性と内向性のレベルは、歩幅、グラフィックの広がり、話している時間の割合、目を合わせている時間の量、各授業セッションの総時間などの外部的・表現的な行動に基づいて評価された。この研究では、実際の内向的な人は、自己モニタリングの点で高かったために、より外向的に見える表現的な行動を持っていると認識され、判断されたことがわかった。これは、内向的な人は意識的に努力して、より外向的で社会的に望ましい自分自身のバージョンを表現することを意味する。したがって、個人は環境的な状況に基づいて行動を調整したり変更したりすることができるのである。
人間は複雑でユニークであり、内向性-外向性は連続体に沿って変化するので、個人は両方の傾向を混合して持っている可能性がある。ある状況で内向的に行動する人が別の状況で外向的に行動することもあり、人々は特定の状況で「反素質的」な方法で行動することを学ぶことができる。例えば、ブライアン・リトルの自由特性理論は、人々が「自由特性」を取り入れて、自分の「本性」ではないかもしれない方法で行動することができると提唱している。これは、自分にとって重要なプロジェクトを戦略的に推進したり、前述したように幸福を高めたりすることができるということである。これらは合わせて、外向性とは何かについての楽観的な見方を提示している。個人は固定された安定したものではなく、異なる瞬間における外向的な行動に変化があり、重要な個人的なプロジェクトを推進したり幸福を高めたりするために外向的に行動することを選択することができるのである。

## 意味合い
内向性と外向性は正常な行動の変異であると認めることは、自己受容や他者理解に役立つ。たとえば、外向的な人は内向的なパートナーの孤独を必要とすることを受け入れることができるし、内向的な人は外向的なパートナーの社交性を必要とすることを認めることができる。
研究者たちは、外向性と自己申告の幸福感との間に相関があることを見出した。つまり、より外向的な人は内向的な人よりも高いレベルの幸福感を報告する傾向がある。他の研究では、外向的な方法で行動するように指示されると、特性レベルで内向的な人でも、ポジティブ傾向が増加することが示されている。
これは内向的な人が不幸せであるという意味ではない。外向的な人は単によりポジティブ傾向を経験すると報告するのに対し、内向的な人は中立に近い傾向がある。これは現代の西洋文化では外向性が社会的に好ましいとされ、それゆえに内向性が望ましくないと感じられるからかもしれない。幸福感に関する研究に加えて、他の研究では外向的な人は内向的な人よりも高いレベルの自尊心を報告する傾向があることが見出されている。他の人々は、このような結果は調査自体における社会文化的なバイアスを反映していると示唆している。デイヴィッド・マイヤーズ博士は、幸福感は自尊心、楽観主義、外向性という3つの特性を持つことにかかっていると主張している。マイヤーズ博士は、外向的な人が幸せであると報告する研究に基づいて結論を導いているが、これらの発見は、「他の人と一緒にいるのが好きだ」と「自分は楽しい人間だ」といった研究対象者に与えられた「幸福感」の刺激が、外向的な人の幸福感しか測定していないという事実を考慮すると疑問視されている。また、カール・ユングによれば、内向的な人は自分の心理的なニーズや問題をより素直に認めるのに対し、外向的な人はそれらに無関心である傾向がある。なぜなら、外向的な人は外界により集中するからである。
西洋文化では外向性が社会的に望ましいと見なされているが、それが常に有利であるというわけではない。例えば、外向的な若者は反社会的あるいは非行に走りやすい。これに沿って、外向性という特性は精神病質とも関連しているという証拠もある。逆に、内向性は社会的に望ましくないと見なされているが、知能や「天才性」などのポジティブな特性と強く関連している。長年にわたり、研究者たちは内向的な人は学業の環境でより成功する傾向があり、外向的な人は退屈に感じるかもしれないということを見出してきた。一方、内向性は社会的に望ましくないと見なされることが多いが、知能や「才能」などのポジティブな特性と強く関連している。長年にわたり、研究者たちは、内向的な人は外向的な人が退屈だと感じるかもしれない学問的な環境でより成功する傾向があることを発見してきた。
研究によると、感染リスクを知覚的手がかりから推測し、それらの手がかりに対して嫌悪感情を起こして反応するという心理的過程である行動免疫システムは、社交性に影響を与える可能性がある。外向性は幸福感の高さなど多くのポジティブな結果と関連しているが、外向的な人は人との接触が多いため、飛沫感染などの伝染病にさらされやすい。個人が感染に対してより脆弱であるとき、社交的であることのコストは相対的に高くなる。したがって、人は自分が脆弱だと感じるときには外向性が低くなり、逆もまた然りである。
内向性も外向性も病的ではないが、心理療法家はクライアントを治療する際に気質を考慮することができる。クライアントは内向性-外向性のスペクトラム上でどこに位置するかによって、治療の種類に対する反応が異なるかもしれない。教師も生徒と対応する際に気質を考慮することができる。例えば、内向的な子どもは授業で発言するのにもっと励ましが必要であると認める一方、外向的な子どもは静かな学習時間が長く続くと落ち着きがなくなるかもしれないということである。

## 地域差
アメリカ人は「外向的な社会」に住んでいると主張する人もいる。それは、外向的な行動を報奨し、内向性を拒絶するからである。これは、アメリカは外面的な人格の文化であるのに対し、他の文化では人々は「内面と道徳的な正しさ」によって評価されるからである。日本や中国、正教会や仏教、スーフィズムなどが盛んな地域などの他の文化では、内向性を重視する。これらの文化的な違いは、個人の幸福感に影響を与えると予測される。つまり、外向性が高い人は、特に外向的な文化では平均的に幸せであるが、逆もまた然りである。
研究者たちは、島に住む人は本土に住む人よりも外向性が低い（内向性が高い）傾向があることを発見した。また、島に20世代もの間先祖が住んでいた人は、最近移住してきた人よりも外向性が低い傾向がある。さらに、島から本土に移住する人は、島にとどまる人や島に移住する人よりも外向性が高い傾向がある。
アメリカでは、研究者たちは、ノースダコタ、サウスダコタ、ネブラスカ、ミネソタ、ウィスコンシン、イリノイの中西部の州に住む人々は、外向性において全米平均よりも高いスコアを示すことを発見した。ユタや南東部のフロリダやジョージアもこの性格特性において高いスコアを示す。アメリカで最も内向的な州は、メリーランド、ニューハンプシャー、アラスカ、ワシントン、オレゴン、バーモントである。アイダホ、モンタナ、ワイオミングの北西部の州に住む人々も比較的内向的である

## 幸福感との関係
前述の通り、外向性の高い人は内向性が高い人よりもポジティブ傾向のレベルが高いということがよく見られる。しかし、この関係は外向性とポジティブ傾向の活性化された形態との間にしか見られないということである。外向性と穏やかな（落ち着いた）形のポジティブ傾向（満足感や平静さなど）との間には関係がないが、ある研究では、外向性と穏やかなポジティブ傾向との間には負の関係（つまり、内向性と穏やかなポジティブ傾向との間には正の関係）があることが見出された。 さらに、外向性と活性化したポジティブ傾向との関係は、代理的な外向性に対してのみ有意であり、すなわち、親和的な外向性と活性化したポジティブ傾向との間には有意な関係がないし、特に神経症傾向をコントロールするとそうである。
影響力のある総説では、特に外向性と情緒安定性という性格が、主観的な幸福感の最もよい予測因子であると結論づけられた。 例として、アーガイルとルー（1990）は、アイゼンク性格検査（EPQ）の外向性尺度で測定された外向性と、オックスフォード幸福度尺度で測定されたポジティブ傾向との間に、正の有意な相関があることを見出した。同じポジティブ傾向と外向性の尺度を用いて、ヒルズとアーガイル（2001）は、再びポジティブ傾向が外向性と有意に相関していることを見出した。また、エモンズとディーナー（1986）による研究では、外向性はポジティブ傾向と正の有意な相関を示すが、ネガティブ傾向とは相関しないことが示された。同様の結果は、ディーナー、サンドヴィック、パヴォット、藤田（1992）による大規模な縦断研究で見出された。この研究では、米国本土の100地域から14,407人の参加者を評価した。ポジティブ傾向とネガティブ傾向を測定した簡略化された一般的なウェルビーイングスケジュールと、コスタとマクレー（1986）によるNEOの外向性尺度の短いバージョンを使用した。著者らは、外向的な人は、データが収集された2つの時点で、1971年から1975年の間と1981年から1984年の間で、より高いウェルビーイングを経験したと報告した。しかし、後者の研究では、外向性とポジティブ傾向や幸福感の関係を調べる際に重要な共変量である神経症傾向をコントロールしていなかった。 神経症傾向をコントロールした研究では、外向性と主観的幸福感との間に有意な関係は見られなかった。 ラーセンとケテラー（1991）は、外向的な人はポジティブ傾向に対してネガティブ傾向よりも反応することを示した。つまり、彼らはポジティブ傾向誘発に対してよりポジティブ傾向反応を示すが、ネガティブ傾向誘発に対してはよりネガティブに反応しないのである。

### 道具的な見方
道具的な見方では、人格特性は、情動的な結果をもたらし、それによって情動性の個人差を生み出す条件や行動を引き起こすと示唆されている。

#### 社交性が高くなる原因としての性格特性
道具的な見方では、外向性の高い人がより高い主観的幸福感を持つということの一つの説明は、外向性がポジティブ傾向のレベルを高めるような生活環境を作り出すのに役立つからであるということである。具体的には、外向性という人格特性は、より多くの社会的相互作用を促進するものと見なされている。外向性が高い人は大脳皮質の興奮が低いため、興奮を高めるためにより多くの社会的状況を求めるからである。

#### 社会活動仮説
社会活動仮説によると、社会的状況への参加が多いほど、ポジティブ傾向の頻度やレベルも高くなるということである。したがって、外向性が高い人は内向性が高い人よりも社交的であるという特徴を持つので、社会的相互作用によってもたらされるポジティブ傾向のレベルも高いと考えられている。具体的には、フランハムとブルーインの研究（1990）の結果は、外向性が高い人は内向性が高い人よりも社会的活動を楽しみ、参加することが多く、その結果、外向性が高い人は幸福感のレベルが高いと報告したことを示唆している。また、アーガイルとルー（1990）の研究では、外向性が高い人は騒がしい社会的活動への参加を避ける可能性が低く、パーティーゲームや冗談、映画館に行くなどの社会的活動に参加する可能性が高いことが分かった。同様の結果は、ディーナー、ラーセン、エモンズ（1984）による研究でも報告されている。彼らは、外向性が高い人は内向性が高い人よりも社会的状況を求めることが多く、特にレクリエーション活動に従事するときにそうであることを見出した。
しかし、社会活動仮説の主張には、様々な研究結果が反するものがある。まず、外向性が高い人は一人でいるときでも内向性が高い人より幸せであるということが分かった。具体的には、外向性が高い人は一人暮らしでも他人と暮らしていても、活気のある都市でも静かな田舎でも、幸せである傾向がある。同様に、ディーナー、サンドヴィック、パヴォット、藤田（1992）の研究では、外向性が高い人は内向性が高い人に比べて社会的な仕事を選ぶ割合が高かった（51%対38%）が、仕事が社会的か非社会的かに関わらず、内向性が高い人より幸せであったことが示された。次に、外向性が高い人は時々内向性が高い人よりも多くの社会的活動を報告したということが分かったが、一般的には外向性と内向性では社交量に差はないということである。同様の結果が、スリヴァスタヴァ、アンジェロ、ヴァレール（2008）による研究で報告された。彼らは、外向性と内向性の両方が社会的相互作用に参加することを楽しんでいるが、外向性が高い人は社会的により多く参加していることを見出した。さらに、研究では、外向性と内向性の両方が社会的関係に参加しているが、その参加の質は異なることが示された。外向性が高い人の社会的参加の頻度が高いのは、外向性が高い人がより多くの人を知っているが、その人たちが必ずしも親しい友人であるとは限らないという事実によって説明できるかもしれない。一方、内向性が高い人は社会的相互作用に参加するときにはより選択的であり、特別な関係を持つ数少ない親しい友人しか持っていない。

#### 社会的注目理論
外向性と幸福感の高い相関についてのもう一つの説明は、アシュトン、リー、パウノネン（2002）による研究から提案されたものである。彼らは、外向性の核心要素は、報酬感受性ではなく、社会的注目を引きつけ、保持し、楽しむような行動をとる傾向であると示唆した。彼らは、社会的注目の基本的な特質の一つは、報酬的である可能性があるということであると主張した。したがって、ある人が熱狂やエネルギー、興奮といったポジティブ傾向を示すとき、その人は他者から好意的に見られ、他者の注目を集める。このような他者からの好意的な反応は、外向性の人がさらに外向的な行動に従事することを促す可能性が高い。アシュトン、リー、パウノネン（2002）の研究では、彼らの社会的注目の尺度である社会的注目尺度が、報酬感受性の尺度よりも外向性と高く相関していることを示した。

### 気質的な見解
気質的な見解は、人々の性格特性とポジティブ傾向やネガティブ傾向に対する感受性との間に直接的な関係があるという考えに基づいている。

#### 感情反応性モデル
感情反応性モデルは、人の感情に関連する出来事に対する反応の強さは、人の感情の違いによって引き起こされるというものである。このモデルは、ジェフリー・アラン・グレイによる強化感受性理論に基づいており、この理論では、行動活性化系（BAS）が強い人は報酬への反応性が高く、外向性という性格特性の傾向があるのに対し、行動抑制系（BIS）が強い人は報酬への反応性が低く、神経症傾向や内向性という性格特性の傾向があるとしている。 したがって、外向性の人は、ポジティブなムード誘発が内向性の人よりも彼らに大きな影響を与えるので、ポジティブ傾向に対する気質的な傾向を持っていると見なされる。つまり、外向性の人は、快適な効果に反応する傾向が高いのである。例えば、ゲーブル、レイス、エリオット（2000）は、2つの連続した研究で、BISが敏感な人は平均的なネガティブ傾向のレベルが高いのに対し、BASが敏感な人はポジティブ傾向のレベルが高いことを見出した。また、ゼレンスキーとラーセン（1999）は、BASが敏感な人はポジティブな気分誘発中によりポジティブ傾向を報告し、BISが敏感な人はネガティブな気分誘発中によりネガティブ傾向を報告したことを見出した。

#### 社会的反応性理論
社会的反応性理論は、すべての人間は好むと好まざるとにかかわらず、社会的な状況に参加することが求められていると主張する。外向性の人は内向性の人よりも社会的相互作用に参加することを好むので、そうした状況からも内向性の人よりも多くのポジティブ傾向を得るというのである。この理論の根拠は、ブライアン・R・リトルという人物の研究から来ている。リトルは「回復的ニッチ」という概念を広めた。リトルは、人生ではしばしば社会的な状況に参加することが求められるが、社交的な行動は内向性の人にとっては性格に合わないので、彼らの幸福感を損なうことが示されたと主張した。したがって、内向性の人の幸福感を保つ一つの方法は、彼らができるだけ頻繁に自分らしい自分に戻れる場所で充実することである。リトルが「回復的ニッチ」と呼ぶ場所である。
しかし、外向性の人が内向性の人よりも社会的な状況に対して強く反応したり、そうした相互作用中にポジティブ傾向が大きく高まったりするということも見られなかった。

#### 感情制御
外向性の人が幸せであるということのもう一つの可能性のある説明は、外向性の人が自分の感情状態をよりうまく調節できるという事実に由来する。これは、曖昧な状況（ポジティブな気分とネガティブな気分が同程度に導入され混在する状況）では、外向性の人はポジティブ傾向の減少が遅く、その結果、内向性の人よりもポジティブ傾向のバランスを保つことができるということを意味する。外向性の人は、困難な課題を予期するときに、内向性の人よりも幸福を促進する活動（例えば、快適な記憶と不快な記憶を思い出すことなど）を選ぶ可能性も高い。

#### セットポイントモデル（アフェクトレベルモデル）
セットポイントモデルによると、ポジティブ傾向とネガティブ傾向のレベルは個人内でほぼ固定されており、したがって、ポジティブな出来事やネガティブな出来事の後、人々の気分は予め設定されたレベルに戻る傾向がある。セットポイントモデルによると、外向性の人は幸せを感じるためには、内向性の人よりもポジティブ傾向の予め設定されたレベルが高く設定されているため、より少ないポジティブな強化を必要とする。

#### 快楽-覚醒関係
クッペンス（2008）による研究では、外向性と内向性の人は快感を感じるときに異なる行動をとることが示された。これは、内向性の人が示す幸福感の頻度や強度が過小評価されることの一つの説明となるかもしれない。具体的には、クッペンス（2008）は、外向性の人にとっては覚醒と快感が正の相関を示すことを見出した。つまり、快感は外向性の人にとっては高い覚醒を伴う可能性が高いということである。一方、内向性の人にとっては覚醒と快感が負の相関を示すことが分かった。これは、内向性の人は快感を感じるときに低い覚醒を示すことを意味する。言い換えれば、外向性の人の人生ですべてがうまくいっているとき、それは快感の源であるが、外向性の人はそのような状況を積極的な行動や目標追求に従事する機会とみなす。これによって、活発で覚醒した快感状態がもたらされる。一方、内向性の人の人生ですべてがうまくいっているとき、彼らは警戒心を解く機会だとみなす。これによって、彼らはリラックスして満足する気分になる。

### 外向性-幸福感相関の複雑さ
外向性は幸福感やウェルビーイングと強い相関があることが一貫して示されているが、これらの発見は、幸福の強い指標となる他の性格特性の存在によって複雑化されている。

#### 神経症傾向と外向性
複数の研究で、神経症傾向は外向性と同じくらい、もしくはそれ以上に幸福感や主観的幸福感に影響を与えることが示されている。ある研究では、外向性と情動安定性（神経症傾向）の評価に基づいて、学童を4つのカテゴリーに分類した。その結果、安定した内向性と安定した外向性の幸福感のレベルには有意な差はなく、一方で不安定な外向性と不安定な内向性は、それぞれの対照群よりも幸福感が低かった。この研究では、神経症傾向が全体的なウェルビーイングにとってより重要な要因であるように見えた。
同様に、後の研究では、研究者たちは自尊心や人生目標志向といったカテゴリーを測定するために評価尺度を用いたが、これらは幸福と正の相関があるとしていた。参加者たちのこれらの尺度への回答は、神経症傾向が外向性よりも幸福感の測定において大きな影響を与えていることを示唆した。

#### その他のビッグファイブの因子と外向性
外向性と神経症傾向は、個人の幸福に最も大きな影響を与えるが、他のビッグファイブの性格要因も、幸福や主観的幸福感と相関することが示されている。例えば、ある研究では、誠実性と協調性が主観的幸福感と約0.20の相関を示したことが判明した。外向性や神経症傾向ほどの効果はなかったが、これらの特性が幸福の結果にある程度の影響を与えていることは明らかである。
同様に、外向性、神経症傾向、誠実性の相互作用は、主観的幸福感に大きな影響を与えることが示されている。ある研究では、主観的幸福感を評価するために3つの尺度を用いた。その結果、外向性は神経症傾向とともに1つの評価に対する予測因子としてのみ機能し、他の2つの評価結果は誠実性と神経症傾向によってよりよく予測されたことが分かった。幸福の評価に他の要因を含めることの重要性に加えて、この研究は、ウェルビーイングの操作的定義が、外向性が顕著な予測因子として現れるかどうかを変える方法を示している。

#### その他の寄与する性格因子
性格の他の非特性的な要素が幸福と相関するという証拠もある。例えば、ある研究では、自分の目標のさまざまな特徴（重要な目標に対する進捗やそれらの間の葛藤など）が、感情的および認知的な幸福感に影響することが示された。他の研究者たちも、少なくとも個人主義的な文化では、自分の性格について一貫した認識を持ち（そしてその自己概念に合致した行動をとること）が、幸福感と正の関係にあると示唆している。したがって、外向性だけに焦点を当てること、あるいは外向性と神経症傾向だけに焦点を当てることは、幸福と性格の関係を不完全なものにする可能性が高い。

#### 文化
また、自分の文化も幸福や全体的な主観的幸福感に影響を与える可能性がある。幸福の全体的なレベルは文化によって変動し、幸福の表現方法も異なる。国際的な調査を国ごとに比較すると、異なる国や国内の異なる民族グループでは、平均的な生活満足度に違いがあることがわかる。
例えば、ある研究者は、1958年から1987年の間、日本の生活満足度は10点満点で6前後に変動していたのに対し、デンマークの生活満足度は8前後に変動していたことを見出した。米国内の民族グループを比較した別の研究では、ヨーロッパ系アメリカ人はアジア系アメリカ人よりも「かなり幸せ」であると報告したことが分かった。
研究者たちは、これらの国々の間の違いに責任があると考えられるいくつかの要因を仮説として立てている。それらの要因には、国全体の所得水準、自己利益に基づくバイアスや自己増進、アプローチと回避の志向性などが含まれる。これらの研究結果を総合すると、外向性-内向性は幸福感と強い相関があるものの、主観的幸福感の唯一の予測因子としては不十分であり、幸福感の相関因子を探る際には他の要因も考慮しなければならないということが示唆される。